# Deng Xiaoping
Deng Xiaoping (em chinês tradicional 鄧小平, em chinês simplificado 邓小平, pinyin Dèng Xiǎopíng, em transcrição Wade-Giles Teng Hsiao-p'ing; Guang'an, 22 de agosto de 1904 – Pequim, 19 de fevereiro de 1997) foi o líder supremo da República Popular da China entre 1978 e 1992. Após a morte de Mao Tsé-Tung, Deng Xiaoping conduziu um golpe na China por uma série de reformas econômicas, ganhando-lhe a reputação de "Arquiteto Chefe" da Reforma e Abertura.
Nascido na província de Sichuan, Deng viajou para estudar na França na década de 1920, onde se juntou ao Partido Comunista Chinês (PCCH). No início de 1926, Deng viajou a Moscou para estudar as doutrinas do Marxismo antes de retornar à China e ingressar no Exército Vermelho. Deng desempenhou um papel importante na Longa Marcha (1934–1935), na Segunda Guerra Sino-Japonesa (1937–1945) e na Guerra Civil Chinesa (1945–1949). Após a fundação da República Popular da China em 1949, Deng foi responsável pelo "Movimento Antidireitista" (1957) sob Mao Tsé-Tung e desempenhou um papel importante na reconstrução econômica após o desastroso Grande Salto Adiante (1958-1962).
Depois de ser expurgado duas vezes por Mao na Revolução Cultural, Deng foi reintegrado em 1977 quando propôs o programa "Boluan Fanzheng" para corrigir os supostos erros da Revolução Cultural. Ele se tornou o líder supremo da China no final de 1978 por um golpe e lançou a Reforma e Abertura, que abriu uma nova era na China. Nesse período, introduziu diversas medidas que caracterizaram a reforma econômica, a "segunda revolução", como ele dizia, responsável pela completa transformação do país. Foi o responsável da chamada economia de mercado socialista, regime vigente na China moderna. Ele desempenhou um papel polêmico ao reprimir os protestos da Praça Tiananmen em 1989, mas foi elogiado por reviver as reformas econômicas durante sua turnê pelo sul em 1992. Deng foi escolhido pela revista Time como "Pessoa do Ano" duas vezes, em 1978 e 1985.

## Juventude
Em 1919, Deng formou-se na Escola Preparatória de Chongqing. Ele ganhou, então, uma bolsa de estudos na França. Na França trabalhou como metalúrgico na fábrica da Renault em Billancourt, bombeiro e assistente de cozinheiro em Paris. Nestes empregos ele ganhava apenas o suficiente para a subsistência. Muito desses empregos tinham condições de trabalho insalubres, com trabalhadores frequentemente se acidentando. Deng mais tarde afirmaria que foi na França que primeiro experimentou os problemas da sociedade capitalista. Ele estudava em Bayeux e Chantillon. Durante os estudos teve contato com o Marxismo e entrou para a Juventude Comunista Chinesa em 1921. Em 1926, Deng concluiu seus estudos em Moscou e retornou para a China.
Deng colaborou em várias missões políticas e militares durante a guerra civil no Sul (1930-1934) até que os comunistas fossem obrigados a fugir, derrotados por Chiang Kai Shek. Participou da Longa Marcha até o estabelecimento de uma nova base comunista em Yenan (1934-1936); nessa época, alinhou-se às teses defendidas por Mao Zedong dentro do Partido, que o colocou à cabeça do movimento quando Mao ganhou o controle em 1935. Durante a guerra contra os japoneses (1937-1945), Deng atuou como comissário político no exército, estabelecendo estreitas relações com os chefes militares, que se revelariam decisivas para impulsionar sua carreira posterior.

## Líder partidário
Em 1945 entrou para o Comitê Central do Partido Comunista subiu à vice-presidência do governo e tornou-se secretário-geral do Partido e membro do Politburo. Deng logo mostrou-se um líder  pragmático, nos anos do Grande Salto Adiante (ou Grande Salto em Frente, 1958-1961).

## Perseguição maoísta
Graves ataques pessoais contra Deng começaram em setembro e outubro de 1966, especialmente por Lin Biao. Em 1 de outubro, apareceu um editorial que criticava o "segundo maior governante do caminho capitalista". Embora o artigo não mencionasse Deng pelo nome, estava claro que Deng Xiaoping era agora o principal alvo das críticas. Deng, Liu e vários outros políticos tiveram que confessar seus erros aos Guardas Vermelhos em longas sessões de crítica. No final de dezembro, uma manifestação organizada por Zhang Chunqiao na Universidade Qinghua exigia que Deng e Liu fossem derrubados. Em milhões de jornais de parede, Deng foi caricaturado com uma cabeça de cachorro e um nariz de porco e chamado de “grande planta venenosa” ou “raiz principal da linha reacionária da burguesia”. Em 19 de julho de 1967, os Guardas Vermelhos revistaram a casa de Deng; em 29 de julho, Deng e sua esposa foram levados para críticas e sessões de luta, onde foram abusados e espancados. Depois de outra busca domiciliar, Deng e Zhuo Lin foram "sentenciados" à prisão domiciliar em Zhongnanhai. Lá eles estavam agora protegidos dos Guardas Vermelhos. Deng provavelmente escapou de abusos mais graves por causa de suas boas relações com Zhou Enlai e de Mao, sabendo este que Deng poderia ser necessário em uma data posterior. Mao rejeitou as propostas dos radicais para eliminar Deng inteiramente. Seus filhos, no entanto, foram repetidamente coagidos por unidades dos Guardas Vermelhos a confessar a má conduta de seu pai e a renunciar a ele. Eles não foram autorizados a ter contato com seus pais por dois anos. Seu filho Deng Pufang caiu da janela durante um "interrogatório", sofreu graves ferimentos na coluna e não foi operado nos hospitais porque estava "sob crítica". Desde então, ele está paraplégico. Pelo resto de sua vida, Deng teve orgulho de que seus filhos o apoiaram e de que os laços familiares foram fortalecidos pelo terror.
Deng teve que praticar a autocrítica ao escrever várias vezes. Em 1968, um grupo de investigação foi formado para investigar seus "crimes". Ele foi forçado a escrever toda a sua vida e listar todos os seus contatos, especialmente aqueles com o Kuomintang. Aqui beneficiou do facto de, desde a sua estadia na França, se habituar a não tomar notas e lembrar-se das coisas mais importantes. Também não havia material incriminador do arquivo pessoal. Após a conclusão de sua autocrítica, foi ordenado que ele não fosse mais tratado como um inimigo de classe. Em sua autocrítica, Deng tratou de suas ações na frente em Guangxi em 1931, admitindo que "seu pensamento capitalista ainda não estava completamente erradicado" e que "nem sempre havia obtido a opinião ou aprovação de Mao".
Finalmente, em 26 de outubro de 1969, Deng foi exilado no distrito de Xinjian (perto de Nanchang, província de Jiangxi). Ao contrário de Liu, por exemplo, ele manteve sua filiação partidária, embora a esposa de Mao, Jiang Qing, tivesse feito campanha pela expulsão do partido em 1969. Em Xinjian, Deng trabalhou como um trabalhador comum em uma fábrica de conserto de tratores, enquanto sua esposa trabalhava como faxineira na mesma fábrica. Deng não teve contato com a alta administração e acesso a informações confidenciais. Para se proteger dos Guardas Vermelhos, Deng foi alojado em um complexo militar; seu baixo salário só permitia que ele e sua família levassem uma vida bastante espartana.
Durante a ausência de Deng em Pequim, algumas grandes convulsões políticas ocorreram. A Doutrina Brezhnev aumentou o medo de um ataque da União Soviética e os confrontos militares eclodiram em 1969. Como contraestratégia, a normalização das relações com o Ocidente foi desenvolvida com a aprovação de Mao.
Como resultado, a República Popular da China ocupou o lugar de Taiwan na ONU e Henry Kissinger visitou a China. Depois que Lin Biao, que havia sido considerado por Mao como seu possível sucessor antes da Revolução Cultural, morreu em circunstâncias obscuras enquanto tentava escapar para a União Soviética, Mao teve que dar ao seu primeiro-ministro Zhou Enlai e ao marechal Ye Jianying mais liberdade na ausência de outro pessoal administrativo competente. Já em 1972, ocorreu a primeira reabilitação de políticos perseguidos durante a Revolução Cultural. No mesmo ano, Zhou foi diagnosticado com câncer.

## A volta ao poder
Aproximou-se novamente do poderio. No final de 1975 tornou-se  vice-primeiro ministro. Em 1976, foi expurgado novamente e mantido em prisão domiciliar, sendo que ainda no mesmo ano, com a morte de Mao Tsé-Tung, volta a ocupar posição de destaque no partido, tornando-se aos poucos, na prática, o novo líder chinês.

## Reformas econômicas

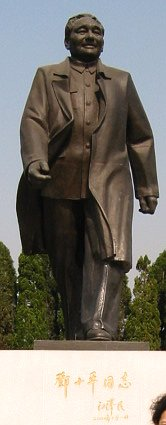
Deng Xiaoping

É Deng Xiaoping que põe em prática as reformas econômicas que fariam da China o país com maior crescimento econômico do planeta. Dentre essas reformas, destacam-se as quatro modernizações, nos setores da agricultura, indústria, comércio, ciência, tecnologia e na área militar. Durante seu governo, a China passou por uma grande abertura diplomática. Em 1979, Xiaoping foi o primeiro líder chinês a visitar os Estados Unidos. Buscando atrair investimentos estrangeiros, Deng cria diversas Zonas Econômicas Especiais, onde empresas estrangeiras podem se instalar, desde que tenham parceria com empresas chinesas.
A diferença entre as reformas soviética (glasnost e perestroika) e chinesa deve-se ao fato de que Mikhail Gorbachev foi o único responsável pelas reformas da União Soviética, ao passo que Deng Xiaoping simplesmente oficializou diversas práticas criadas por autoridades municipais e/ou provinciais que estavam "fora" das diretivas de Pequim. Deng também era aberto a sugestões; as quatro modernizações, por exemplo, foram ideia de Zhou Enlai.
Em suma, as reformas econômicas de Xiaoping foram feitas de baixo para cima: primeiro as mudanças foram testadas nos municípios e nas províncias; só depois a reforma foi implantada, gradualmente, em todo o país.

## Últimos anos
Em 1989, Deng Xiaoping ordenou a repressão violenta das manifestações na praça da Paz Celestial, em Pequim, marcadas por reivindicações de reformas políticas e combate à corrupção. O episódio resultou em ampla repercussão internacional e críticas ao governo chinês. Meses depois, Deng começou a transferir suas responsabilidades para novos líderes, embora continuasse influente nos rumos do país. Em 1992, tornou-se o primeiro líder comunista da China a se aposentar formalmente, abrindo mão de todos os seus cargos e títulos vitalícios. No mesmo ano fez uma longa viagem pelas Zonas Econômicas Especiais, sempre defendendo o economia de mercado socialista.
Morreu em 19 de fevereiro de 1997, em decorrência de complicações causadas pelo mal de Parkinson.